# STS-7
STS-7 (ang. Space Transportation System) – druga misja wahadłowca kosmicznego Challenger i siódma programu lotów wahadłowców. Po raz pierwszy na pokładzie wahadłowca znalazła się kobieta – Sally Ride, był to też pierwszy w historii lot Amerykanki w Kosmos.

## Załoga
źródło
- Robert Crippen (2)*, dowódca (CDR)
- Frederick Hauck (1), pilot (PLT)
- John Fabian (1), specjalista misji (MS1)
- Sally K. Ride (1), specjalista misji (MS2)
- Norman Thagard (1), specjalista misji (MS3) – lekarz

*(liczba w nawiasie oznacza liczbę lotów odbytych przez każdego z astronautów)

## Parametry misji
- Masa:
  - startowa orbitera: 113 025 kg
  - lądującego orbitera: 92 550 kg
  - ładunku: 16 839 kg
- Perygeum: 291 km
- Apogeum: 296 km
- Inklinacja: 28,5°
- Okres orbitalny: 90,4 min

## Cel misji
źródło
Umieszczenie na orbicie satelitów telekomunikacyjnych Anik-C2 oraz Palapa-B1. Satelitę SPAS-01 umieszczono na orbicie w celu wykonania badań oraz zdjęć fotograficznych wahadłowca z niewielkiej odległości, a następnie zabrano do wnętrza Challengera, aby dostarczyć go na Ziemię. Platformy SPAS (Shuttle Pallet Satellite) wykorzystywano początkowo do testowania materiałów i sensorów przewidywanych dla amerykańskiego programu Gwiezdnych Wojen (misje STS-7 i STS-39.

## Przebieg misji
źródło
Załoga, pierwszy raz 5-osobowa, umieściła na orbicie satelitę telekomunikacyjnego Anik C-2 kanadyjskiego operatora TELESAT (satelita został ustabilizowany na orbicie geostacjonarnej na 112,5° długości geograficznej zachodniej) oraz indonezyjskiego satelitę PALAPA (B-1), ustabilizowanego na orbicie geostacjonarnej na 108° długości wschodniej, jak również satelitę SPAS-01 z Republiki Federalnej Niemiec, który przez 4 godziny i 19 minut poruszał się po orbicie zbliżonej do orbity wahadłowca, w odległości około 300 m, wykonując różne badania fizyczne i fotografując wahadłowiec, a następnie został zdjęty z orbity i zabrany z powrotem do luku oraz przewieziony na Ziemię. Dr Sally Ride obsługiwała m.in. manipulator RMS, którym wynoszono na zewnątrz sztuczne satelity, i zabrano jeden z nich z powrotem. Na pokładzie wahadłowca wykonano też różne obserwacje i doświadczenia naukowe oraz eksperymenty biologiczne.

## Incydent
Podczas orbitowania okno wahadłowca zostało uszkodzone przez kosmicznego śmiecia.